# James McArdle
James John McArdle (Glasgow, 3 aprile 1989) è un attore scozzese.

## Biografia
Si è laureato alla Royal Academy of Dramatic Art nel 2010 e lo stesso anno ha debuttato in Macbeth al Globe Theatre, a cui è seguito Spur of the Moment al Royal Court Theatre. Nel 2011 ha debuttato al Royal National Theatre con Cesare e il Galileo di Ibsen e l'anno successivo debutta nel West End quando interpreta Harold Abrahams in Momenti di gloria al Gielgud Theatre. 
Nel 2015 interpreta il protagonista di Platonov a Chichester e a Londra e per la sua performance vince l'Ian Charleson Award. Nel 2017 interpreta Louis in Angels in America al National Theatre di Londra, con Andrew Garfield, Nathan Lane, Russell Tovey e Denise Gough, per la regia di Marianne Elliott; per la sua performance è stato candidato al Laurence Olivier Award al miglior attore non protagonista. Nel 2018 debutta a Broadway con Angels in America.

## Filmografia

### Cinema
- Star Wars - Il risveglio della Forza (Star Wars: The Force Awakens), regia di J. J. Abrams (2015)
- Maria regina di Scozia (Mary Queen of Scots), regia di Josie Rourke (2018)
- Ammonite - Sopra un'onda del mare (Ammonite), regia di Francis Lee (2020)

### Televisione
- Page Eight – film TV (2011)
- Appropriate Adult – serie TV, 2 episodi (2011)
- 37 Days – serie TV, 3 episodi (2014)
- Man in an Orange Shirt – miniserie TV, 2 puntate (2017)
- Omicidio a Easttown (Mare of Easttown) – miniserie TV, 6 puntate (2021)
- Andor - serie TV, 3 episodi (2022)

## Teatro
- Macbeth di William Shakespeare, regia di Katrina Lindsay. Globe Theatre di Londra (2010)
- Spour of the Moment di Anya Reiss, regia di Jeremy Herrin. Royal Court Theatre di Londra (2010)
- Un mese in campagna di Ivan Sergeevič Turgenev, regia di Jonathan Kent. Chichesther Theatre Festival di Chichester (2010)
- Cesare e Galileo di Henrik Ibsen, regia di Jonathan Kent. National Theatre di Londra (2011)
- The Heart of Robin Hood di David Farr, regia di Gisli Orn Gardarsson. Royal Shakespeare Company di Stratford-upon-Avon (2011)
- Momenti di gloria di Mike Bartlett, regia di Edward Hall. Hampstead Theatre e Gielgud Theatre di Londra (2012)
- James I: The Key Will Keep The Lock di Rona Munro, regia di Laurie Sansom. National Theatre of Scotland di Glasgow, Edinburgh International Festival e National Theatre di Londra (2014)
- Ivanov di Anton Čechov, regia di Jonathan Kent. Chichester Theatre Festival di Chichester e National Theatre di Londra (2015)
- Platonov di Anton Čechov, regia di Jonathan Kent. Chichester Theatre Festival di Chichester e National Theatre di Londra (2015)
- Angels in America - Fantasia gay su temi nazionali di Tony Kushner, regia di Marianne Elliott. National Theatre di Londra (2017), Neil Simon Theatre di New York (2018)
- Peter Gynt di Henrik Ibsen, adattamento di David Hare, regia di Jonathan Kent. National Theatre di Londra (2019)
- Macbeth di William Shakespeare, regia di Yael Farber. Almeida Theatre di Londra (2021)
- The Real Thing di Tom Stoppard, regia di Max Webster. Old Vic di Londra (2024)

## Doppiatori italiani
Nelle versioni in italiano delle opere in cui ha recitato, James McArdle è stato doppiato da:
- Edoardo Stoppacciaro in Maria regina di Scozia, Ammonite - Sopra un'onda del mare
- Alessio Cigliano in Omicidio a Easttown
- Davide Perino in Andor